# Khatxatur Abovian
Khatxatur Abovian (armeni: Խաչատուր Աբովյան)  (Kanaker, 15 d'octubre de 1809 - Yerevan, 14 d'abril de 1848) va ser un escriptor i figura pública nacional armeni d'inicis del segle xix que va desaparèixer misteriosament el 1848. Va ser educador, poeta i defensor de la modernització. Considerat com el pare de la literatura moderna armènia, és recordat per la seva novel·la Verk Hayastani (Ferides d'Armènia), que va marcar la tendència tant en estil com en gènere per a la literatura posterior. Escrita el 1841 i publicada pòstumament el 1858, va ser la primera novel·la publicada en armeni modern utilitzant el dialecte armeni oriental, en lloc de l'armeni clàssic.
Abovian era un home molt avançat per al seu temps i pràcticament cap de les seves obres va ser publicada mentre va estar amb vida. Només després de la creació de la República Socialista Soviètica d'Armènia, es va concedir a Abovian el reconeixement i el prestigi que mereixia. Abovian és considerat com una de les figures més destacades no sols de la literatura armènia, sinó de la història armènia en general. La influència d'Abovian en la literatura en armeni occidental no va ser tan forta com ho va ser en armeni oriental, particularment en els seus anys formatius.

## Obres selectes

### Prosa
| Novel·les - Ferides d'Armènia o lament del patriota (Tiflis, 1858) - Història de Tigran o un manual moral per als nens armenis (1941) No-ficció - Introducció a l'educació (Tiflis, 1838) - Col·lecció d'exercicis d'àlgebra (1868) - Nova gramàtica russa teòrica i pràctica per armenis (1839) | Altres - Obres inèdites (Tiflis, 1904) - Cartes inèdites (Viena, 1929) Contes - La noia turca (Erevan, 1941) |

### Poesia
| - La gerra de vi (Tiflis, 1912) - Cançons populars (Erevan, 1939) - Poemes (Erevan, 1941) - Poesia per a nens (Erevan, 1941) | Faules - Entreteniment i oci (Tiflis, 1864; inclou la peça Feodora) - Faules (Erevan, 1941) |